# Жарко, Василий Иванович
Василий Иванович Жарко (бел. Васіль Іванавіч Жарко) — белорусский государственный деятель. Заместитель премьер-министра Республики Беларусь (2016—2018), министр здравоохранения Республики Беларусь (2006—2016).

## Биография
Родился 27 мая 1956 года в деревне Лесники Дрогичинского района Брестской области.
В 1975 году окончил медицинское училище, в 1984 году – Минский медицинский институт, в 2008 году — Академию управления при Президенте Республики Беларусь.
Отслужив в Советской армии в 1977 году, стал помощником санитарного врача районной санитарно-эпидемиологической станции в Ивацевичах. После окончания учёбы в медицинском институте работал врачом-педиатром Брестской детской областной больницы (1984—1985 гг.), заведующим отделением районной больницы в Дрогичине (1984—1991 гг.), врачом-инспектором, заместителем начальника управления здравоохранения Брестского облисполкома (1991—2002 гг.).
2002—2003 гг. — заместитель главного врача детской областной больницы города Брест.
2003 г. — директор санатория «Криница» деревни Ждановичи.
2003—2005 гг. — генеральный директор УП «Белпрофсоюзкурорт».
2005—2006 гг. — исполняющий обязанности генерального секретаря Белорусского Красного Креста.
5 мая 2006 года был назначен министром здравоохранения Республики Беларусь.
29 декабря 2016 года назначен заместителем премьер-министра Белоруссии.
18 августа 2018 года был освобождён от должности заместителя премьер-министра Республики Беларусь. За несколько дней до своей отставки Жарко, наряду с членами правительства Кобякова, подвергся критике президента Белоруссии Александра Лукашенко за недоработки в развитии сферы здравоохранения и коррупцию.
После своей отставки Жарко стал советником председателя правления Банка БелВЭБ.

### Личная жизнь
Женат, имеет дочь. Владеет немецким языком.